# Vasiliy Vasilyevich Rochev
Vasiliy Vasilyevich Rochev, né le 23 octobre 1980 à Syktyvkar, est un skieur de fond russe. Champion du monde du sprint en style classique en 2005, il est médaillé de bronze aux Jeux olympiques de Turin 2006 en sprint par équipes avec Ivan Alypov. Il fait partie d'une famille de fondeurs comprenant son père Vasiliy Rochev, sa mère Nina Rocheva, sa sœur Olga Schuchkina et sa femme Yuliya Chepalova.

## Palmarès

### Jeux olympiques
| Épreuve / Édition  | Salt Lake City 2002 | Turin 2006 |
| Sprint             | 28e                 | 11e        |
| Sprint par équipes |                     | Bronze     |
| 10 km              |                     |            |
| 15 km Classique    | 25e                 | 4e         |
| 30 km              |                     |            |
| 50 km              |                     |            |
| Poursuite          |                     |            |
| Relais             |                     |            |

### Championnats du monde
| Épreuve / Édition                   | Épreuve / Édition                   | Val di Fiemme 2003 | Oberstdorf 2005 | Sapporo 2007 | Liberec 2009 |
| Sprint                              | Libre                               | 7e                 |                 |              | 11e          |
| Sprint                              | Classique                           |                    | Or              | 8e           | 11e          |
| Sprint par équipes                  | Sprint par équipes                  |                    | 8e              | Argent       |              |
| 10 km                               |                                     |                    |                 |              |              |
| 15 km                               | Classique                           | 31e                |                 |              | 19e          |
| 15 km                               | Libre                               |                    | 22e             |              |              |
| Poursuite 30 km                     |                                     |                    |                 |              |              |
| 50 km                               |                                     |                    |                 |              |              |
| Relais 4 × 10 km libre et classique | Relais 4 × 10 km libre et classique | 4e                 | Bronze          | Argent       | 11e          |

### Coupe du monde
- 6e du classement général de la Coupe du monde en 2006.
- 7 podiums individuels dont 2 victoires
- 7 podiums par équipes dont 3 victoires

#### Détail des victoires
| Épreuve / Édition | 15 km classique |
| 2003              | Kuusamo         |
| 2006              | Otepää          |